# سوندوک‌بیگ افشار
سوندوک‌بیگ افشار از امرای قزلباش طایفه افشار در زمان شاه اسماعیل دوم و شاه تهماسب یکم بود. وی مامور شاه تهماسب برای انتقال اسماعیل میرزا از هرات به قزوین بود.